# Ernest Picard
Ne doit pas être confondu avec Ernest Picard-Destelan.
Pour les articles homonymes, voir Picard (homonymie).
Louis Joseph Ernest Picard, né à Paris le 24 décembre 1821 et mort à Paris le 13 mai 1877, est un avocat et homme politique français. Il est le frère d'Arthur Eugène Picard, dit Picard d'Ambésys (1825-1898), député des Basses-Alpes (1876-1885).

## Biographie
Il est le fils d'un directeur d'une maison de banque et fait ses études au collège Rollin. Docteur en droit en 1846, il devient avocat au barreau de Paris et se fait rapidement une clientèle importante grâce à sa facilité de parole lors des audiences. Il devient secrétaire du bâtonnier et député, Félix Liouville (1803-1860). Secrétaire en 1848, il devient président de la Conférence Molé-Tocqueville en 1853 et entre au conseil de l'ordre des avocats en août 1866. Il est élu député de la Seine en 1858 et s'attache, dans ses discours, à traiter spécialement des questions de finances et administratives. Appelé « le spirituel député de la Seine », il se fait remarquer à l'Assemblée par sa verve et fait partie du groupe des Cinq. Il devient actionnaire et rédacteur du journal Le Siècle.
En 1860, il épouse Sophie Liouville (1839-1923), fille de Félix Liouville, sœur de Henri Liouville et tante de Jacques Liouville. Le couple a notamment un fils, Paul Ernest-Picard (1868-1948), et postérité.
Réélu en 1863, il s'élève avec force contre le rattachement de la banlieue à Paris et mène d'ardentes campagnes contre le préfet Haussmann. Réélu en 1869 dans la Seine, dans l'Hérault, il échoue cependant dans la Meuse. Il opte pour ce département afin de réserver l'élection à Paris à un membre de l'opposition. Il se fait au Corps législatif le chef de la « gauche ouverte », admettant la possibilité de s'accommoder avec le Second Empire, mais vote contre la déclaration de guerre à la Prusse. Le 4 septembre 1870, Picard fait partie des signataires de la déclaration lue par Léon Gambetta lorsqu'il proclame la République depuis l'Hôtel de Ville de Paris.
Devenu, le 4 septembre 1870, membre du gouvernement de la Défense nationale et ministre des finances, il contresigne à ce titre l'abolition de l'impôt du timbre sur les journaux tout en s'élevant contre les mesures grèvant les finances. Le 25 janvier 1871, il accompagne Jules Favre à Versailles pour traiter de la capitulation face à Bismarck, puis négocie auprès des banquiers parisiens les 200 millions de la contribution de guerre réclamée par le chancelier prussien. 
Au scrutin de 1871 pour l'Assemblée nationale, il échoue à Paris, mais il est élu en Seine-et-Oise et dans la Meuse. Il opte pour la Meuse, se rend à Bordeaux et donne sa démission de ministre, mais il est aussitôt rappelé par Thiers pour prendre le portefeuille de l'intérieur dans le nouveau cabinet. Picard y procède à un remaniement préfectoral important et prend une part active aux mesures contre la Commune de Paris et contre les soulèvements de plusieurs villes de province. Attaqué par les républicains comme par les royalistes, il doit démissionner après la défaite de la Commune. Thiers lui propose de devenir gouverneur de la Banque de France, mais Picard préfère le poste d'ambassadeur à Bruxelles, qu'il cumule avec son siège de député jusqu'en 1873. Il est élu conseiller général du canton de Montiers-sur-Saulx le 10 août 1873 et dirige l'opposition républicaine au Conseil. Dans l'Assemblée il rentre au Centre gauche et vote pour l'amendement Wallon et les lois constitutionnelles de 1875. L'Assemblée le nomme sénateur inamovible le 10 décembre 1875 où il siège aussi au Centre gauche. 
Il est enterré au cimetière du Père Lachaise (division 8).

## Hommage
La "Rue Ernest et Paul Picard" au Mesnil-Saint-Denis rappelle son souvenir et celui de son fils.